# Edifício Sul-Americano
O Edifício Banco Sul Americano do Brasil é um prédio localizado na Avenida Paulista, na esquina com a  Rua Frei Caneca, zona central da cidade de São Paulo. Foi construído pelo escritório de arquitetura Rino Levi Arquitetos Associados, entre 1961 e 1963, inspirado no edifício Lever House, obra do arquiteto Gordon Bunshaft em Nova Iorque, construído em 1952.
O edifício é considerado pelo Instituto de Pesquisas Tecnológicas (IPT) como o mais eficiente em consumo elétrico de energia na localidade da Avenida Paulista . Totalmente adaptado às condições físicas e climáticas de sua localização, a arquitetura criada dispensa o uso de ar-condicionado, mesmo quando o sol bate diretamente na fachada principal. No projeto original, jardins planejados por Burle Marx enfeitavam a frente principal do prédio. Com o alargamento da Avenida Paulista, o jardim desapareceu em grande parte.
Atualmente, o Edifício abriga a sede da Itaúsa - Investimentos Itaú S.A.. O processo de tombamento do edifício está em andamento no DPH - Departamento de Pesquisa Histórica da cidade de São Paulo. 

## Rino Levi
Rino Levi nasceu em 31 de Dezembro de 1901, na cidade de São Paulo. Filho de pais italianos, estudou arquitetura em Milão e Roma e atuou na consolidação da arquitetura moderna brasileira.
Em 1925, ainda na Itália, publicou no jornal Estado de São Paulo um dos primeiros manifestos para uma arquitetura moderna no Brasil, intitulado “Arquitetura e estética das cidades” . De volta ao Brasil, em 1926, Levi passa um ano trabalhando na Cia. Construtora de Santos. Um ano depois, se dedica a ser um arquiteto independente. Durante a década de 30, cria seus primeiros projetos modernistas após visitar a Casa Modernista da Rua Santa Cruz, do arquiteto Gregori Warchavchik.
Em 1936, realiza a reforma do antigo Cine Ufa Palácio, que hoje é chamado de Cine Art-Palácio. No projeto, aplicou princípios de acústica que o tornaram famoso, e que garantiram outros projetos de cinemas, como o Cine Ipiranga (1943) e Teatro Cultura Artística (1942).
Rino Levi colaborou na construção do Instituto de Arquitetos do Brasil durante sua vida. Inclusive foi um dos responsáveis pelo projeto do edifício sede em São Paulo.Em 1957, junto de seu colega Vilanova Artigas e outros, elaborou uma proposta de reestruturação educacional da FAU-USP, onde foi professor até 1959.
A partir de 1945, Roberto Cerqueira César começa a trabalhar com Rino Levi no escritório “Rino Levi – Arquitetos Associados”. Em 1951, Luiz Roberto Carvalho Franco também se junta à associação. Juntos, formaram um dos mais bem estruturados escritórios de arquitetura da cidade, tendo participação efetiva na formação urbana paulistana.
Rino Levi faleceu em 29 de setembro de 1965 na Bahia durante uma expedição botânica com seu amigo Roberto Burle Marx, com quem elaborou muitos projetos.

## Histórico

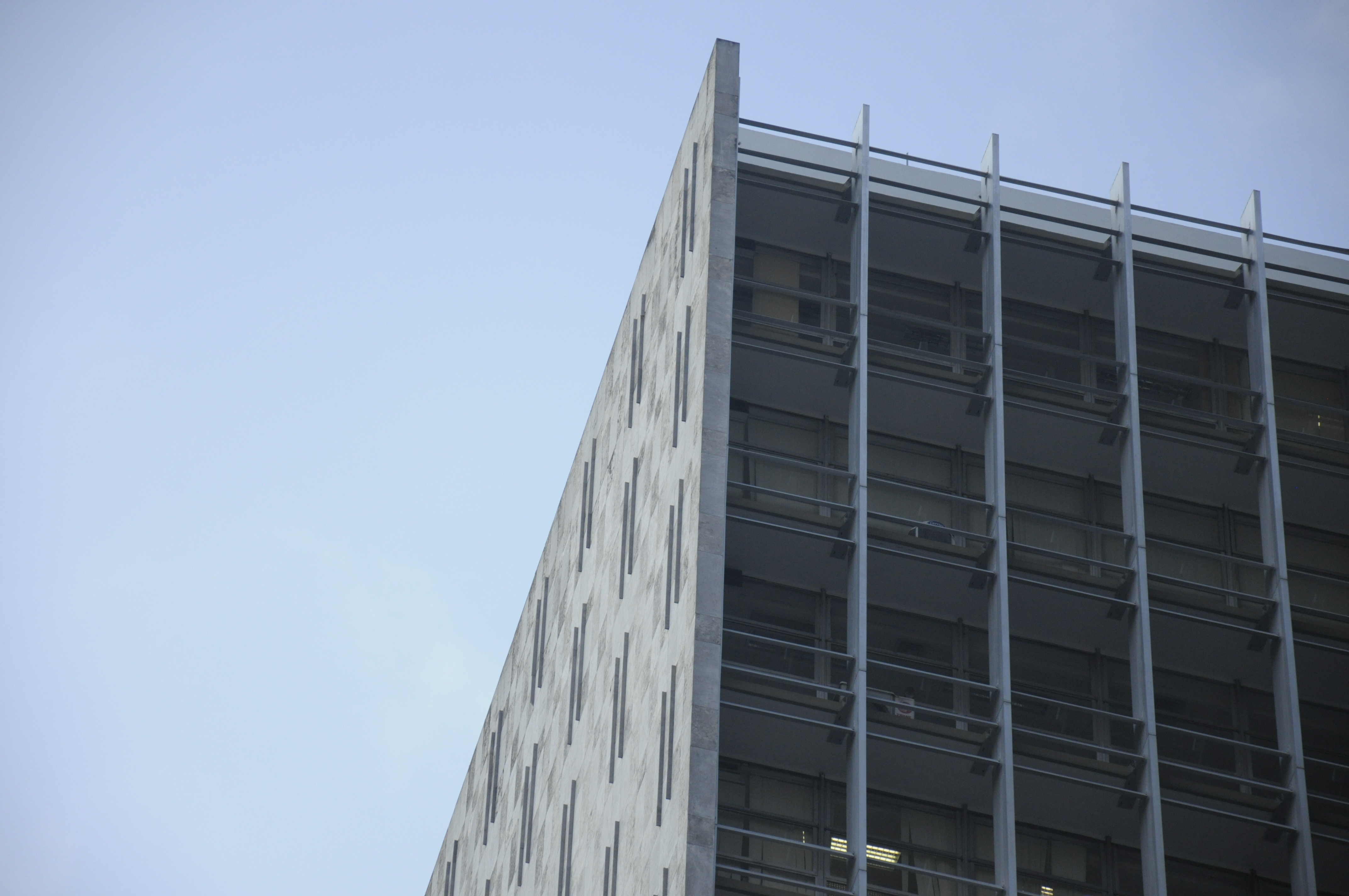
Edifício Sul-Americano, fachada lateral.

A Avenida Paulista atualmente é considerada o centro financeiro da cidade de São Paulo. Porém, apenas em 1952 tornou-se permitido pela lei municipal a construção de prédios de instituições e serviços na avenida, que até então tinha caráter residencial.As atividades comerciais se concentravam principalmente no centro da cidade. Devido aos altos preços da região, comerciantes, empresas e profissionais liberais passaram a ocupar os terrenos da Paulista, onde era mais barato.
Nos anos 60, época de construção do Banco Sul-Americano, a avenida estava passando por muitas mudanças. O Conjunto Nacional e o Residencial Nações Unidas já haviam sido construídos, e em 1968, e o icônico prédio do Museu de Arte de São Paulo foi inaugurado.  Ainda durante essa década, a avenida passou por uma grande reforma paisagística. A área destinada a veículos foi ampliada, assim como as calçadas.
Rino Levi participa ativamente na construção da São Paulo urbana, na versão de concreto. O concreto é considerado a terceira fase arquitetônica da cidade, após o uso de tijolos e mais antigamente, taipa. O arquiteto também defendia dois princípios básicos para a formação da cidade: a necessidade de planejamento para o crescimento urbano e a projetos criados de acordo com sua função na cidade.
O projeto do Edifício Sul Americano possui objetivo corporativo, já que abrigava uma agência bancária, e um edifício de escritórios vertical e imponente. A ideia era inclusive vender as salas de escritórios da torre após a construção do prédio. Com o crescimento da Avenida Paulista, o prédio passou a ser menos valorizado, já que não ofertava, na época, luxos como estacionamento e ar condicionado.
Em 1966, o Banco Sul-Americano se associou com o atual banco Itaú, que levou em consideração a magnitude do prédio e seu endereço para a negociação. Juntos, passaram a se denominar de Banco Federal Itaú Sul-Americano.

## Aspectos arquitetônicos
O terreno, localizado na Avenida Paulista com a esquina da Rua Frei Caneca, possui formato de trapézio e tamanho total de 2.660m². O projeto foi dividido em duas partes diferentes: a torre de escritórios e o banco como base.
A área do banco ocupa 39% da área do projeto, mas é a finalidade principal da construção, com duas entradas de acesso, uma localizada na Avenida Paulista, e outra na Rua Frei Caneca. O acesso para o prédio de escritórios é localizado na lateral, junto ao muro que faz divisa a um prédio residencial. A entrada recebeu tratamento urbanístico de Burle Marx. 

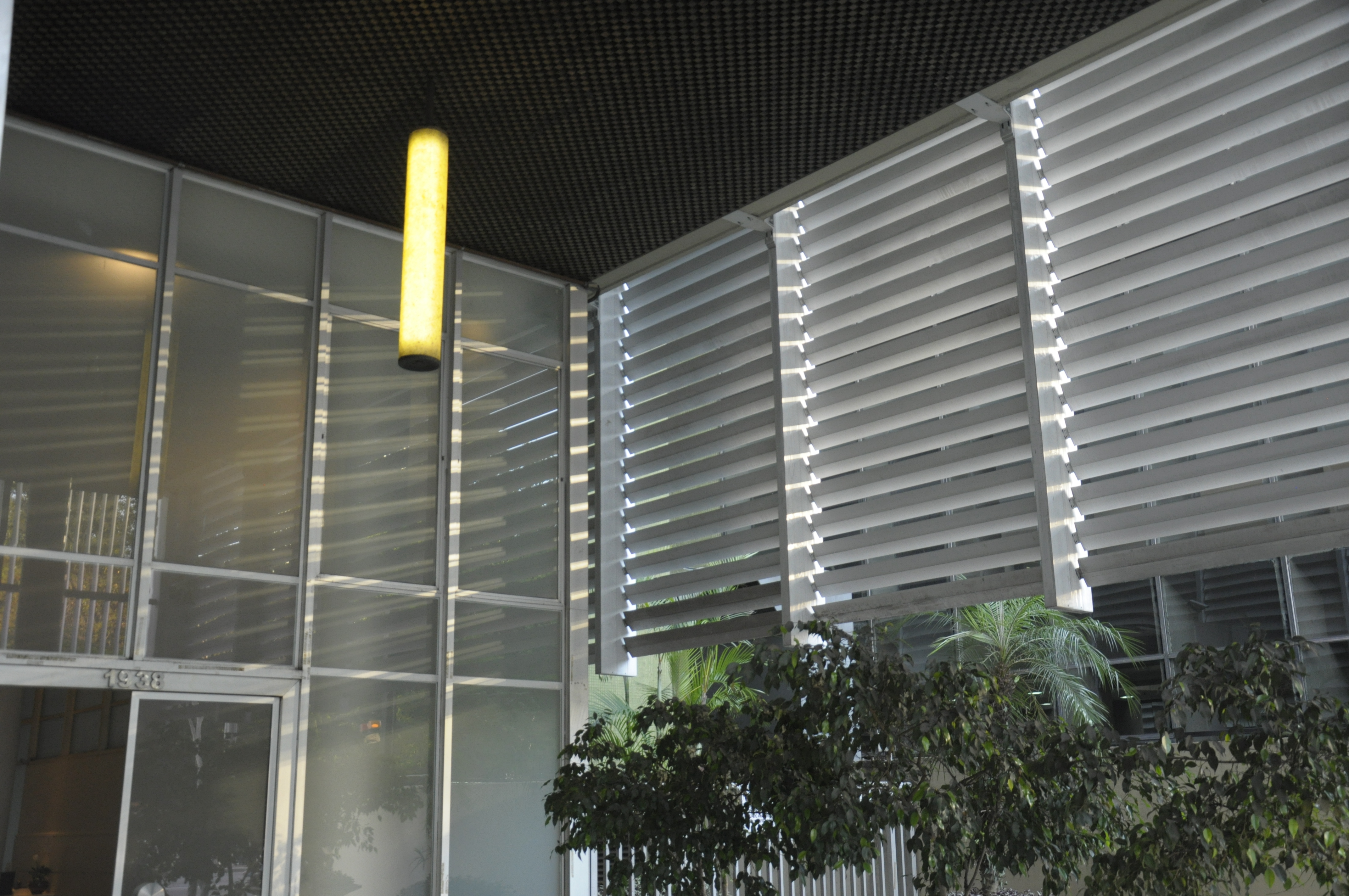
Entrada para a torre de escritórios.

O projeto do banco, que possui em torno de 7528m², é formado por:
- Subsolo:estacionamento para clientes e funcionários, caixas fortes e refeitório,[2]
- Planta baixa: salão para o público, micro-filme, programação e vestuários.[2]
- Mezanino: espaço de contabildade de arquivos.[2]
- Primeiro andar: Administração, pavilhão de recepção e jardim no terraço intermediário. Também abriga uma escada de acesso e um elevador para a torre de escritórios.[2]

Já o edifício de escritórios é responsável por 61% da área total construída, totalizando 13.345m². Composto de 14 plantas, sendo 12 independentes do banco, uma portaria na planta baixa e um estacionamento no subsolo.
O edifício foi construído com os mais modernos materiais da época. O alumínio que reveste as fachadas, por exemplo, era inovador e servia como revestimento exterior. No interior do prédio, granito e madeira revestem as paredes, dando um aspecto luxuoso.

### O Edifício Base

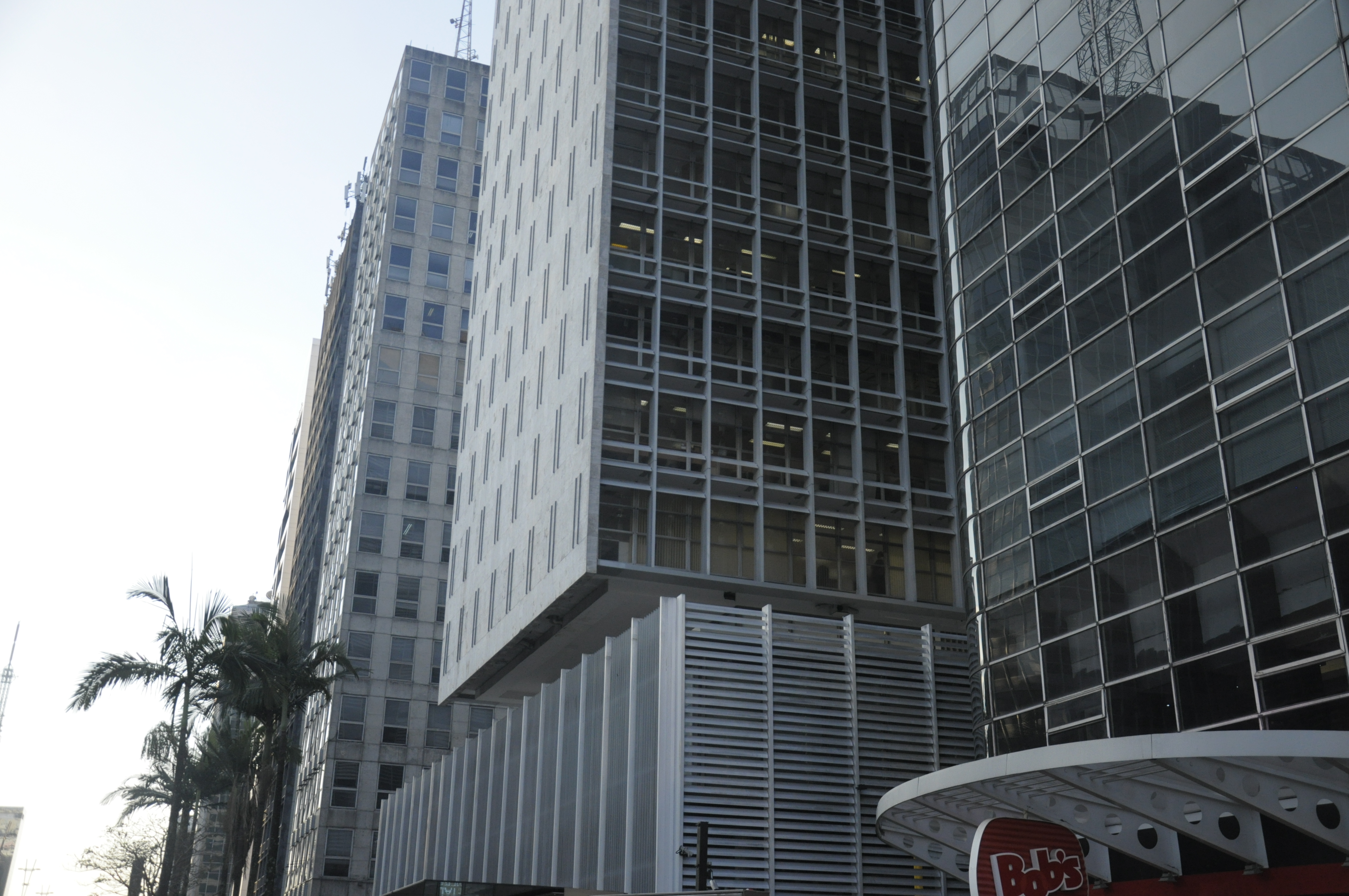
O Edifício base e a torre de escritórios.

O terreno em formato de trapézio destinado a construção do Edifício recebe grande incidência de raios solares nas fachadas principais. Para contornar esse fato e melhorar os aspectos térmicos no interior do edifício, esquadrias de alumínio e vidro, protegidas por planos de brises, formam as duas fachadas principais do prédio. As outras duas restantes, são fechadas por paredes.
Com o alargamento da Avenida Paulista, o jardim projetado por Burle Marx na frente da fachada principal desapareceu quase totalmente. O volume da sobreloja é basicamente o que contorna o prédio. O térreo é contornado por uma varanda contínua, elemento marcante das obras de Levi. A varanda proporciona uma área sombreada que relaciona o espaço público e privado, ampliando a calçada e criando uma área coberta. A agência bancária é separada apenas por uma parede de vidro, garantindo transparência e relação com o exterior.
O interior da agência bancária é amplo, com a parede lateral ocupada por um painel escultura de madeira projetado por Burle Marx.

### O Edifício Torre
As fachadas maiores do edifício torre estão paralelas a Rua Frei Caneca e bastante afastadas da rua, criando o efeito estético de um edifício mais alto e criando um pátio lateral no terraço com jardins.
As estruturas de brises das fachadas laterais dão movimento e textura as paredes principais, além de isolar o interior dos raios solares. A fachada frontal virada para a Avenida Paulista, é totalmente fechada por placas de mármore com desenhos geométricos em relevo. Por ser totalmente revestida, também isola termicamente o prédio dos raios solares.

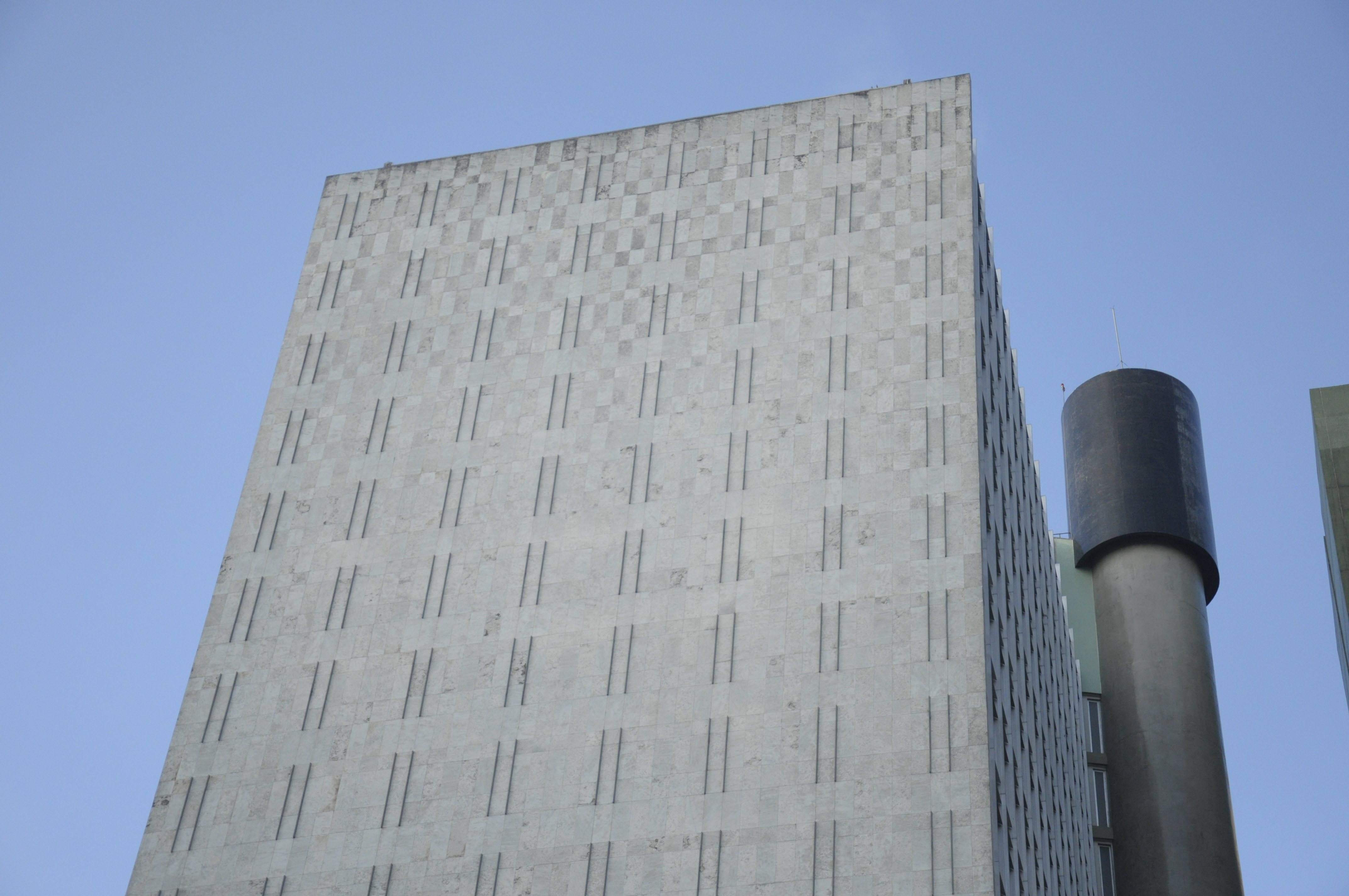
Fachada principal, com relevos na parede de mármore.

## Reformas
Apesar do Edifício ser um exemplo da arquitetura modernista e estar localizado em um dos símbolos de São Paulo, por muito tempo os executivos do Banco Sul-Americano optaram por se instalarem em outros pontos não tão privilegiados, mas com ar condicionado e estacionamento. Alguns andares do prédio permanceram desocupados por anos, até o banco perceber a importância do edifício e adquiri-los novamente. Porém, a empresa decidiu algumas modernizações, como uma escada de incêndio por questões de segurança. O próprio Rino Levi foi contratado para essa reforma.   
Os sistemas operacionais da agência bancária também ocasionaram em várias reformas internas. Os arquitetos da Itauplan, que realizavam projetos e reformas específicos para bancos, planejaram as reformas levando em consideração os elementos arquitetônicos criados por Levi. 
Nos anos 90, a Itauplan, coordenada pelo arquiteto Eduardo Martins Ferreira, realizou uma completa modernização do Edifício como forma de modernizar também a imagem da empresa. Ar condicionado, novos sanitários, prumadas e sistema de fiação foram implantados. O estacionamento também foi ampliado, e o edifício foi isolado totalmente da agência bancária localizada na base da construção.

## Aspectos sustentáveis
Um dos principais desafios ao princípio da transparência moderna nos países tropicais é a isolação térmica. Rino Levi defendia que justamente pelas características climáticas do Brasil, não havia sentido em procurar semelhança com as cidades europeias. Após uma longa pesquisa, o arquiteto desenvolve a ideia dos planos de brises, que criavam uma estrutura em torno do prédio, desenvolvendo uma importância para a interioridade da construção.
Assim, mesmo com a alta incidência de raios solares nas fachadas principais do Edifício, as estruturas isolam termicamente o interior. O IPT (Instituto de Pesquisa Tecnológica da Universidade de São Paulo) considera a construção como a mais eficiente no consumo de energia elétrica da região da Paulista, por estar perfeitamente adaptada as condições climáticas do terreno e dispensar o uso de ar condicionado.

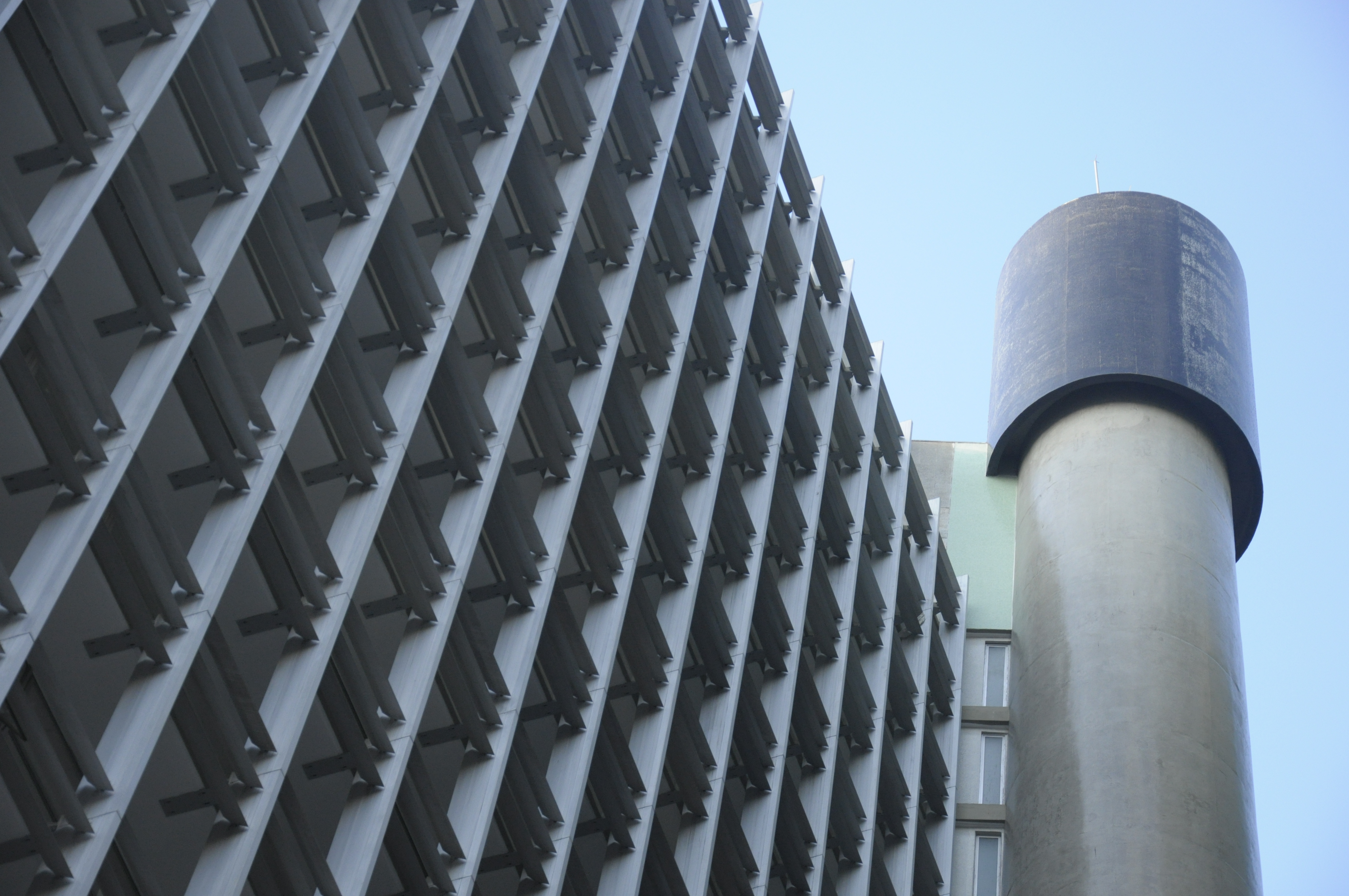
Detalhes da fachada lateral, com planos de brises.

## Uso atual
O Edíficio Sul Americano pertence inteiramente ao Itaú, com uma agência do banco localizada na base, e com a torre ocupada por escritórios da Itaúsa, entidade criada para pensar decisões financeiras de uma série de empresas..